# Île du Port
Île du Port (deutsch Hafeninsel) ist eine unbewohnte Insel des Kerguelen-Archipels im südlichen Indischen Ozean. Politisch gehört sie zum französischen Überseeterritorium Terres australes et antarctiques françaises (TAAF).

## Geographie
Île du Port liegt in der Baie du Hillsborough und ist somit im Norden, Westen und Süden von Grande Terre, der großen Hauptinsel des Archipels, umgeben. Île du Port hat eine Länge von knapp 13 km, eine Breite von bis zu 10 km und weist eine Fläche von 43 km² auf. Somit ist sie nach Grande Terre, Île Foch, Île Howe und Île Saint-Lanne Gramont die fünftgrößte Insel des Archipels. Höchste Erhebung der hügeligen Insel ist der K 13 im Südwesten mit 340 m, zweithöchste der Mont du Signal mit 293 m über dem Meer. Die Insel ist wie alle Kerguelen-Inseln vulkanischen Ursprungs.